# HD293764
HD293764 — хімічно пекулярна зоря спектрального класу A2, що має видиму зоряну величину в смузі V приблизно  9,5.
Вона  розташована на відстані близько 3664,7 світлових років від Сонця.

## Пекулярний хімічний вміст
Зоряна атмосфера HD293764 має підвищений вміст 
Cr
.

## Магнітне поле
Спектр даної зорі вказує на наявність магнітного поля у її зоряній атмосфері.
Напруженість повздовжної компоненти поля оціненої з аналізу
наявних ліній металів
становить 3804,5± 278,7 Гаус.